# Ariary
L'ariary (nom malgaix) és la moneda nacional de Madagascar. El codi ISO 4217 és MGA.
És una de les dues úniques monedes actualment en circulació a tot el món que no estan subdividides segons el sistema decimal (l'altra és l'ouguiya maurità): cada ariary es divideix en cinc iraimbilanja. Tant el nom de l'ariary com el de l'iraimbilanja provenen de les monedes de l'època precolonial. Iraimbilanja significa literalment "un pes de ferro", i era el nom d'una antiga moneda que valia la cinquena part d'un ariary.
L'ariary va substituir la moneda precedent, el franc malgaix (MGF), l'1 de gener del 2005. Un franc malgaix va ser valorat en 0,2 ariarys, és a dir, un iraimbilanja. El canvi havia estat ja anunciat pel president Marc Ravalomanana el 2003
Des de la introducció del franc malgaix, tant les monedes com els bitllets portaven doble denominació: l'oficial en francs i la semioficial en ariary i iraimbilanja. La denominació en francs havia estat sempre la preeminent fins al 31 de juliol del 2003, en què als bitllets ja es mostra com a denominació principal l'ariary, mentre que la del franc s'imprimeix amb lletra petita. Les monedes no s'han canviat.

## Monedes i bitllets

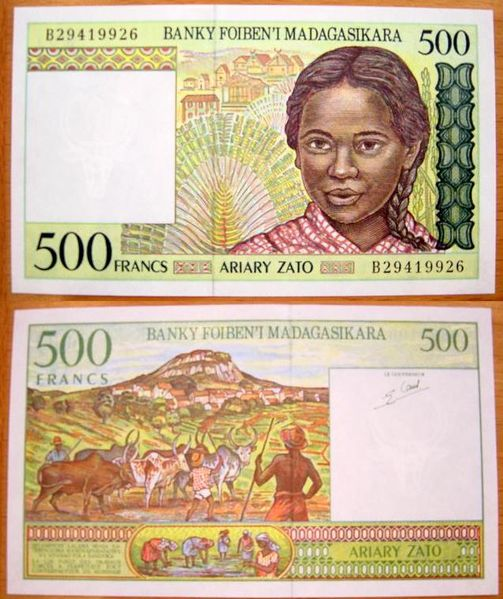
Antic bitllet de 500 francs (100 ariary)

Actualment en circulen les monedes següents:
- Iraimbilanja (1/5 ariary), Venty sy Kirobo (2/5 ariary), 1, 2, 4, 5, 10, 20 i 50 ariary[4]

I els bitllets següents:
- 100, 200, 500, 1.000, 2.000, 5.000 i 10.000 ariary

A més de bitllets antics amb les denominacions següents:
- 500 francs (100 ariary), 1.000 francs (200 ariary), 2.500 francs (500 ariary) i 5.000 francs (1.000 ariary)

## Taxa de canvi
- 1 EUR = 4.102,32 MGA (7 de maig del 2020)